# Halové mistrovství České republiky v atletice 2021
Halové mistrovství ČR v atletice 2021 se uskutečnilo ve dnech 20.–21. února 2021 v Ostravě-Vítkovicích. 

## Výsledky

### Muži
|                                   | Zlato                                                        | Výkon   | Stříbro                                                        | Výkon   | Bronz                                                                | Výkon   |
| 60 m                              | Jan Veleba                                                   | 6,66    | Zdeněk Stromšík                                                | 6,69    | Štěpán Hampl                                                         | 6,72    |
| 200 m                             | Pavel Maslák                                                 | 20,84   | Jan Jirka                                                      | 20,92   | Jiří Polák                                                           | 20,99   |
| 400 m                             | Vít Müller                                                   | 46,31   | Patrik Šorm                                                    | 46,58   | Jan Tesař                                                            | 47,52   |
| 800 m                             | Tomáš Vystrk                                                 | 1:48,75 | Filip Šnejdr                                                   | 1:48,75 | Lukáš Hodboď                                                         | 1:49,07 |
| 1500 m                            | Filip Sasínek                                                | 3:46,15 | Adam Dvořáček                                                  | 3:51,26 | Marek Kalous                                                         | 3:51,98 |
| 3000 m                            | Jan Friš                                                     | 7:57,72 | Jakub Holuša                                                   | 8:12,70 | Jáchym Kovář                                                         | 8:13,52 |
| 60 m př.                          | Petr Svoboda                                                 | 7,70    | David Holý                                                     | 8,15    | Martin Janský                                                        | 8,15    |
| 4 × 200 m                         | Dukla Praha Vít Müller Ondřej Macík Jakub Rusek Matyáš Koška | 1:26,49 | Slavia Praha Dan Kováč Martin Růžička Matěj Mach Josef Drahota | 1:28,43 | AK ŠKODA Plzeň Daniel Maruštík Marek Páník Ondřej Míka Jan Procházka | 1:28,57 |
| Skok do výšky                     | Jakub Bělík                                                  | 2,17    | Jan Štefela                                                    | 2,13    | Marek Bahník Ondřej Vodák                                            | 2,08    |
| Skok o tyči                       | Jan Kudlička                                                 | 5,43    | Matěj Ščerba                                                   | 5,32    | Dan Bárta                                                            | 5,21    |
| Skok daleký                       | Jakub Bystroň                                                | 7,44    | Jakub Rusek                                                    | 7,26    | Jiří Vondráček                                                       | 7,26    |
| Trojskok                          | Jiří Vondráček                                               | 15,86   | Ondřej Vodák                                                   | 15,61   | Zdeněk Kubát                                                         | 15,37   |
| Vrh koulí                         | Tadeáš Procházka                                             | 18,35   | Martin Novák                                                   | 18,32   | Michal Forejt                                                        | 17,19   |
| Sedmiboj Praha 13.–14. února 2021 | Adam Helcelet                                                | 5913    | Ondřej Kopecký                                                 | 5656    | František Doubek                                                     | 5412    |

### Ženy
|                                  | Zlato                                                                          | Výkon   | Stříbro                                                                              | Výkon   | Bronz                                                                                  | Výkon   |
| 60 m                             | Marcela Pírková                                                                | 7,34    | Eva Kubíčková                                                                        | 7,47    | Johana Kaiserová                                                                       | 7,50    |
| 200 m                            | Marcela Pírková                                                                | 23,24   | Barbora Šplechtnová                                                                  | 23,68   | Nikoleta Jíchová                                                                       | 23,97   |
| 400 m                            | Lada Vondrová                                                                  | 52,20   | Tereza Petržilková                                                                   | 53,48   | Zdeňka Seidlová                                                                        | 54,86   |
| 800 m                            | Kimberley Ficenec                                                              | 2:06,57 | Vendula Hluchá                                                                       | 2:06,73 | Kateřina Hálová                                                                        | 2:07,68 |
| 1500 m                           | Diana Mezuliáníková                                                            | 4:20,24 | Lucie Sekanová                                                                       | 4:27,99 | Pavla Štoudková                                                                        | 4:28,12 |
| 3000 m                           | Lucie Sekanová                                                                 | 9:30,44 | Karolína Sasynová                                                                    | 9:34,83 | Julia-Anna Lily Bell                                                                   | 9:39,76 |
| 60 m př.                         | Helena Jiranová                                                                | 8,22    | Markéta Štolová                                                                      | 8,30    | Kateřina Dvořáková                                                                     | 8,44    |
| 4 × 200 m                        | Dukla Praha Emma Maštalířová Zdeňka Seidlová Pavlína Minářová Nikoleta Jíchová | 1:38,81 | AK ŠKODA Plzeň Linda Suchá Barbara Píchalová Kateřina Salcmanová Kateřina Matoušková | 1:40,38 | Sokol SG Plzeň-Petřín Klára Sobotková Anežka Voříšková Eliška Vébrová Lucie Zavadilová | 1:41,54 |
| Skok do výšky                    | Michaela Hrubá                                                                 | 1,84    | Denisa Pešová                                                                        | 1,80    | Klára Krejčiříková                                                                     | 1,75    |
| Skok o tyči                      | Amálie Švábíková                                                               | 4,26    | Zuzana Pražáková Tereza Schejbalová                                                  | 4,03    | –                                                                                      | –       |
| Skok daleký                      | Linda Suchá                                                                    | 6,15    | Barbora Dvořáková                                                                    | 6,04    | Dorota Skřivanová                                                                      | 6,01    |
| Trojskok                         | Emma Maštalířová                                                               | 13,28   | Linda Suchá                                                                          | 13,24   | Petra Harasimová                                                                       | 12,77   |
| Vrh koulí                        | Markéta Červenková                                                             | 17,92   | Katrin Brzyszkowská                                                                  | 15,32   | Lenka Valešová                                                                         | 14,80   |
| Pětiboj Praha 13.–14. února 2021 | Dorota Skřivanová                                                              | 4238    | Kateřina Dvořáková                                                                   | 4211    | Anna Kerbachová                                                                        | 3866    |